# Стеаторея
Стеаторея — це надлишок жиру в калі. Кал може бути об'ємним і його важко змити, мати блідий і маслянистий вигляд і може мати особливо неприємний запах. Може виникнути анальне підтікання або певний рівень нетримання калу. Підвищене виділення жиру можна виміряти шляхом визначення його рівня в калі.

## Причини
До появи жирного калу можу призвести порушення травлення або всмоктування. Можливі причини включають екзокринну недостатність підшлункової залози з поганим травленням через брак ліпаз, втрату жовчних солей, що зменшує утворення міцел, порушення всмоктування, що викликає захворювання тонкої кишки. Інші різноманітні причини включають прийом певних ліків, які блокують всмоктування жиру, або надлишок олії/жиру в раціоні.
Відсутність виділення жовчі, яка відповідає за нормальний коричневий колір, може спричинити забарвлення калу в сірий або блідий колір. Жовч також відіграє важливу роль у всмоктуванні жиру. Без жовчних кислот цей процес ускладнюється, що призводить до порушення всмоктування жиру та збільшує ймовірність виникнення стеатореї. Можуть виникати й інші ознаки порушення всмоктування жиру, такі як зниження щільності кісткової тканини, проблеми із зором при слабкому освітленні, кровотеча, синці та уповільнене згортання крові.

### Пов'язані захворювання
- Стани, що впливають на підшлункову залозу. Екзокринна недостатність підшлункової залози[3] може бути спричинена хронічним панкреатитом, муковісцидозом і раком підшлункової залози (якщо він перешкоджає відтоку жовчі).[1]
- Стани, що впливають на жовчні солі. Закупорка жовчних шляхів жовчними каменями (холедохолітіаз), первинний склерозуючий холангіт, ураження печінки (гепатит, внутрішньопечінковий холестаз), гіполіпідемічні препарати або зміни після видалення жовчного міхура (холецистектомія).[1]
- Стани, що викликають порушення всмоктування в кишечнику. До них належать целіакія, надмірний бактеріальний ріст, тропічне спру, лямбліоз (інфекція протозойних паразитів), синдром Золлінгера — Еллісона, синдром короткої кишки, запальне захворювання кишечника та абеталіпопротеїнемія.[1][4]
- Хвороба Грейвса/гіпертиреозі.[1]

### Ліки
Препарати, які можуть викликати стеаторею, включають орлістат, октреотид або ланреотид, які використовуються для лікування акромегалії або інших нейроендокринних пухлин.
Орлістат — це таблетки для схуднення, які діють шляхом блокування ферментів, які перетравлюють жир. Як наслідок, деяка кількість жиру не може всмоктуватися з кишечника та виводиться з калом замість того, щоб перетравлюватися та всмоктуватися, іноді спричиняючи жирне анальне виділення. Комбінація езетиміб/симвастатин може викликати стеаторею у деяких людей.

### Надлишок цілих горіхів у раціоні
Деякі дослідження показали, що ліпіди в калі підвищуються при вживанні цілих горіхів порівняно з горіховим маслом, олією або борошном і що ліпіди з цілих горіхів засвоюються значно гірше.

### Натуральні жири
Задокументовано, що споживання олії жожоба викликає стеаторею та жирне анальне підтікання, оскільки воно неперетравлюване.
Вживання есколару та олійної риби (іноді неправильно позначається як масляна риба) часто викликає стеаторею, яку також називають гемпілотоксизмом або отруєнням гемпілідною рибою або керіореєю.

### Штучні жири
Повідомлялося, що замінник жиру Olestra, який використовується для зменшення засвоюваного жиру в деяких харчових продуктах, спричиняє жирне анальне підтікання у деяких споживачів під час фази тестування. У результаті продукт перед випуском на ринок був змінений на гідрогенізовану форму, яка не є рідкою при фізіологічній температурі. У попередженні Управління з продовольства і медикаментів США зазначено, що надмірне споживання Olestra може призвести до «рідкого калу»; однак це попередження не є обов'язковим з 2003 року.

## Діагностика
Запідозрити стеаторею слід, коли кал об'ємний, плаваючий і смердючий. Необхідні спеціальні тести, щоб підтвердити, що ці властивості насправді пов'язані з надмірним рівнем жиру. Жири в калі можуть вимірюватись протягом певного часу (часто п'ять днів). Інші тести включають змішаний 13C-тест на тригліцериди та фекальну еластазу для виявлення можливого порушення перетравлення жиру через екзокринну недостатність підшлункової залози або різні специфічні тести для виявлення інших причин мальабсорбції, таких як целіакія.

## Лікування
Лікування полягає переважно в усуненні основної причини, а також у прийомі травних ферментів.